# Le Lardin-Saint-Lazare
Le Lardin-Saint-Lazare est une commune française située dans le département de la Dordogne, en région Nouvelle-Aquitaine.

## Géographie

### Généralités
Dans l'est du département de la Dordogne, en limite du Périgord central et du Périgord noir, la commune du Lardin-Saint-Lazare est arrosée par la Vézère et son affluent le Cern.
La ville du Lardin-Saint-Lazare est une cité de tradition industrielle située sur l’axe ferroviaire (ligne de Coutras à Tulle en gare de Condat - Le Lardin), routier ((RD) 6089) et autoroutier (autoroute A89) Bordeaux – Clermont-Ferrand. Elle se situe, en distances orthodromiques, six kilomètres à l'ouest du centre-ville de Terrasson-Lavilledieu et huit kilomètres et demi au nord-nord-est de celui de Montignac-Lascaux.
La commune a la particularité d’avoir une mairie qui a changé quatre fois de place en changeant quatre fois de nom et où le bureau de poste a changé six fois de nom sans changer de place.
Le territoire communal est également desservi par la RD 62.

### Communes limitrophes
Le Lardin-Saint-Lazare est limitrophe de six autres communes. Au nord-est, le territoire de Villac est distant d'environ 450 mètres.
| Peyrignac      | Beauregard-de-Terrasson |                       |
| La Bachellerie | du Lardin-Saint-Lazare  | Terrasson-Lavilledieu |
| Les Farges     | Condat-sur-Vézère       |                       |

### Géologie et relief

#### Géologie
Situé sur la plaque nord du Bassin aquitain et bordé à son extrémité nord-est par une frange du Massif central, le département de la Dordogne présente une grande diversité géologique. Les terrains sont disposés en profondeur en strates régulières, témoins d'une sédimentation sur cette ancienne plate-forme marine. Le département peut ainsi être découpé sur le plan géologique en quatre gradins différenciés selon leur âge géologique. Le Lardin-Saint-Lazare est située dans le deuxième gradin à partir du nord-est, un plateau formé de roches calcaires très dures du Jurassique que la mer a déposées par sédimentation chimique carbonatée, en bancs épais et massifs.
Les couches affleurantes sur le territoire communal sont constituées de formations superficielles du Quaternaire datant du Cénozoïque et de roches sédimentaires du Mésozoïque et du Paléozoïque. La formation la plus ancienne, notée tfρ3, est constituée de grès de Thiviers et d'ardoises d'Allassac, des métatufs rhyodacitiques à chlorites et métagrauwackes, séricitoschistes intercalés (Cambrien moyen à supérieur). La formation la plus récente, notée CFp, fait partie des formations superficielles de type colluvions indifférenciées de versant, de vallon et plateaux issues d'alluvions, molasses, altérites. Le descriptif de ces couches est détaillé dans  la feuille « no 784 - Terrasson » de la carte géologique au 1/50 000 de la France métropolitaine, et sa notice associée.

Carte géologique du Lardin-Saint-Lazare.

#### Relief et paysages
Le département de la Dordogne se présente comme un vaste plateau incliné du nord-est (491 m, à la forêt de Vieillecour dans le Nontronnais, à Saint-Pierre-de-Frugie) au sud-ouest (2 m à Lamothe-Montravel). L'altitude du territoire communal varie quant à elle entre 79 m et 246 m,.
Dans le cadre de la Convention européenne du paysage entrée en vigueur en France le 1er juillet 2006, renforcée par la loi du 8 août 2016 pour la reconquête de la biodiversité, de la nature et des paysages, un atlas des paysages de la Dordogne a été élaboré sous maîtrise d’ouvrage de l’État et publié en octobre 2020. Les paysages du département s'organisent en huit unités paysagères et 14 sous-unités. La commune est dans l'unité paysagère des « Marges du bassin de Brive », qui correspond à la marge occidentale du bassin de Brive. Elle se caractérise par une succession d’amples vallées, déblayées dans les grès roses et les argiles rouges. Les altitudes s’échelonnent entre 350 et 150 m,.
La superficie cadastrale de la commune publiée par l'Insee, qui sert de référence dans toutes les statistiques, est de 10,85 km2,,. La superficie géographique, issue de la BD Topo, composante du Référentiel à grande échelle produit par l'IGN, est quant à elle de 10,97 km2.

### Hydrographie

#### Réseau hydrographique
La commune est située dans le bassin de la Dordogne au sein du Bassin Adour-Garonne. Elle est drainée par la Vézère, le Cern, l'Elle, la Nuelle, le Rieu et par divers petits cours d'eau, qui constituent un réseau hydrographique de 18 km de longueur totale,.
La Vézère, d'une longueur totale de 211,2 km, prend sa source en Corrèze dans la commune de Meymac et se jette dans la Dordogne — dont elle est l'un des principaux affluents — en rive droite, à Limeuil, face à Alles-sur-Dordogne,. Elle borde la commune au sud sur près de quatre kilomètres, face à Terrasson-Lavilledieu et Condat-sur-Vézère.
Le Cern (également appelé Douime dans sa partie amont), d'une longueur totale de 13,64 km, prend sa source dans la commune d'Azerat et se jette dans la Vézère en rive droite sur le territoire communal, face à la commune de Condat-sur-Vézère,. Il traverse la commune d'ouest au sud sur trois kilomètres et demi et y rejoint la Vézère dans l'enceinte des Papeteries de Condat.
Son affluent de rive gauche la Nuelle arrose l'ouest de la commune sur un kilomètre et demi.
Autre affluent de rive droite de la Vézère, le Rieu prend sa source dans l'est du territoire communal qu'il baigne sur plus de deux kilomètres.
L'Elle, d'une longueur totale de 19,4 km, prend sa source en Corrèze dans la commune d'Ayen et se jette dans la Vézère en rive droite à Terrasson-Lavilledieu. Elle borde la commune au nord-est sur un kilomètre, face à Terrasson-Lavilledieu.

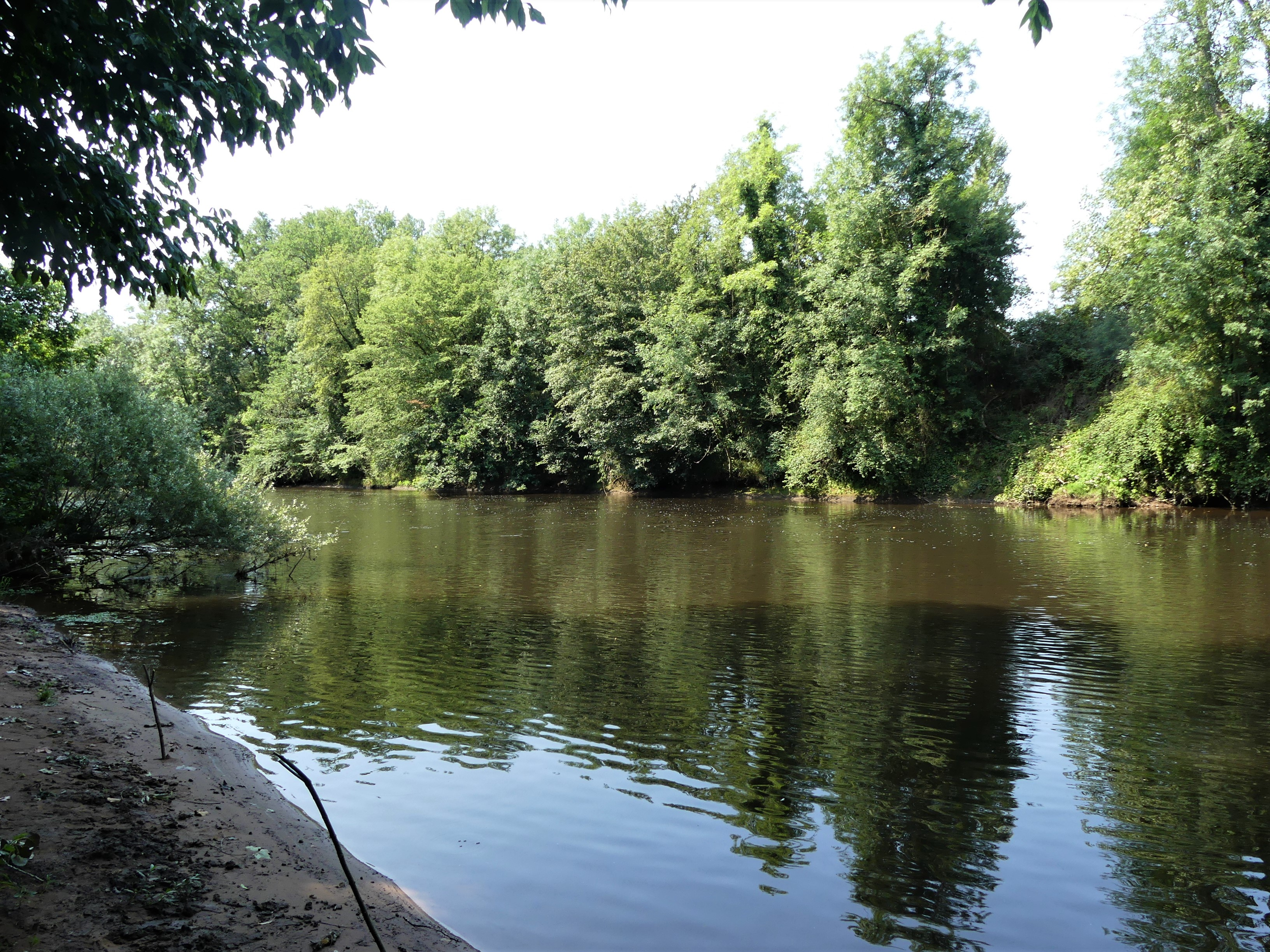
La Vézère en limite du Lardin-Saint-Lazare (au premier plan) et de Condat-sur-Vézère (en rive opposée).
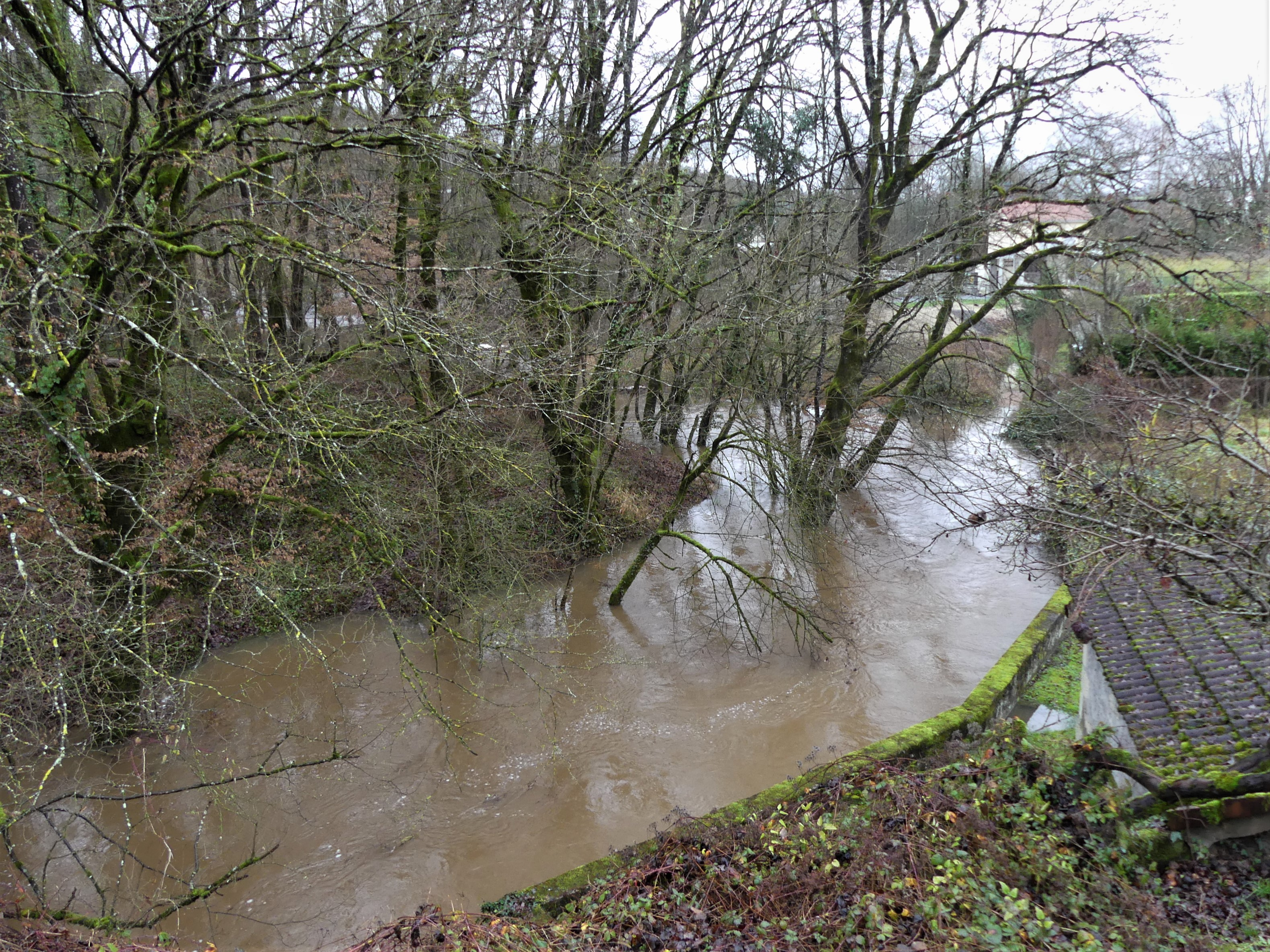
Le Cern en crue au pont de la RD 704 (janvier 2018).
Réseaux hydrographique et routier du Lardin-Saint-Lazare.

#### Gestion et qualité des eaux
Le territoire communal est couvert par le schéma d'aménagement et de gestion des eaux (SAGE) « Vézère-Corrèze ». Ce document de planification, dont le territoire regroupe les bassins versants de la Vézère et de la Corrèze, d'une superficie de 3 730 km2 est en cours d'élaboration. La structure porteuse de l'élaboration et de la mise en œuvre est le conseil départemental de la Corrèze. Il définit sur son territoire les objectifs généraux d’utilisation, de mise en valeur et de protection quantitative et qualitative des ressources en eau superficielle et souterraine, en respect des objectifs de qualité définis dans le troisième SDAGE  du Bassin Adour-Garonne qui couvre la période 2022-2027, approuvé le 10 mars 2022.
La qualité des eaux de baignade et des cours d’eau peut être consultée sur un site dédié géré par les agences de l’eau et l’Agence française pour la biodiversité.

### Climat
Pour des articles plus généraux, voir Climat de la Nouvelle-Aquitaine et Climat de la Dordogne.
Historiquement, la commune est exposée à un climat océanique aquitain.  
En 2020, Météo-France publie une typologie des climats de la France métropolitaine dans laquelle la commune est exposée à un climat océanique altéré et est dans la région climatique  Ouest et nord-ouest du Massif Central, caractérisée par une pluviométrie annuelle de 900 à 1 500 mm, maximale en automne et en hiver.
Pour la période 1971-2000, la température annuelle moyenne est de 12,4 °C, avec  une amplitude thermique annuelle de 15,4 °C. Le cumul annuel moyen de précipitations est de 964 mm, avec 12,3 jours de précipitations en janvier et 7,3 jours en juillet. Pour la période 1991-2020, la température moyenne annuelle observée sur la station météorologique la plus proche, située sur la commune de Thenon à 12 km à vol d'oiseau, est de 12,9 °C et le cumul annuel moyen de précipitations est de 907,1 mm,. Pour l'avenir, les paramètres climatiques de la commune estimés pour 2050 selon différents scénarios d’émission de gaz à effet de serre sont consultables sur un site dédié publié par Météo-France en novembre 2022.

## Urbanisme

### Typologie
Au 1er janvier 2024, Le Lardin-Saint-Lazare est catégorisée commune rurale à habitat dispersé, selon la nouvelle grille communale de densité à 7 niveaux définie par l'Insee en 2022.
Elle appartient à l'unité urbaine du Le Lardin-Saint-Lazare, une agglomération intra-départementale dont elle est ville-centre,. La commune est en outre hors attraction des villes,.

### Occupation des sols
L'occupation des sols de la commune, telle qu'elle ressort de la base de données européenne d’occupation biophysique des sols Corine Land Cover (CLC), est marquée par l'importance des territoires agricoles (51,9 % en 2018), en diminution par rapport à 1990 (61,3 %). La répartition détaillée en 2018 est la suivante : 
forêts (26,2 %), zones agricoles hétérogènes (22,8 %), prairies (18,3 %), zones urbanisées (16,6 %), terres arables (10,8 %), zones industrielles ou commerciales et réseaux de communication (5,3 %). L'évolution de l’occupation des sols de la commune et de ses infrastructures peut être observée sur les différentes représentations cartographiques du territoire : la carte de Cassini (XVIIIe siècle), la carte d'état-major (1820-1866) et les cartes ou photos aériennes de l'IGN pour la période actuelle (1950 à aujourd'hui).

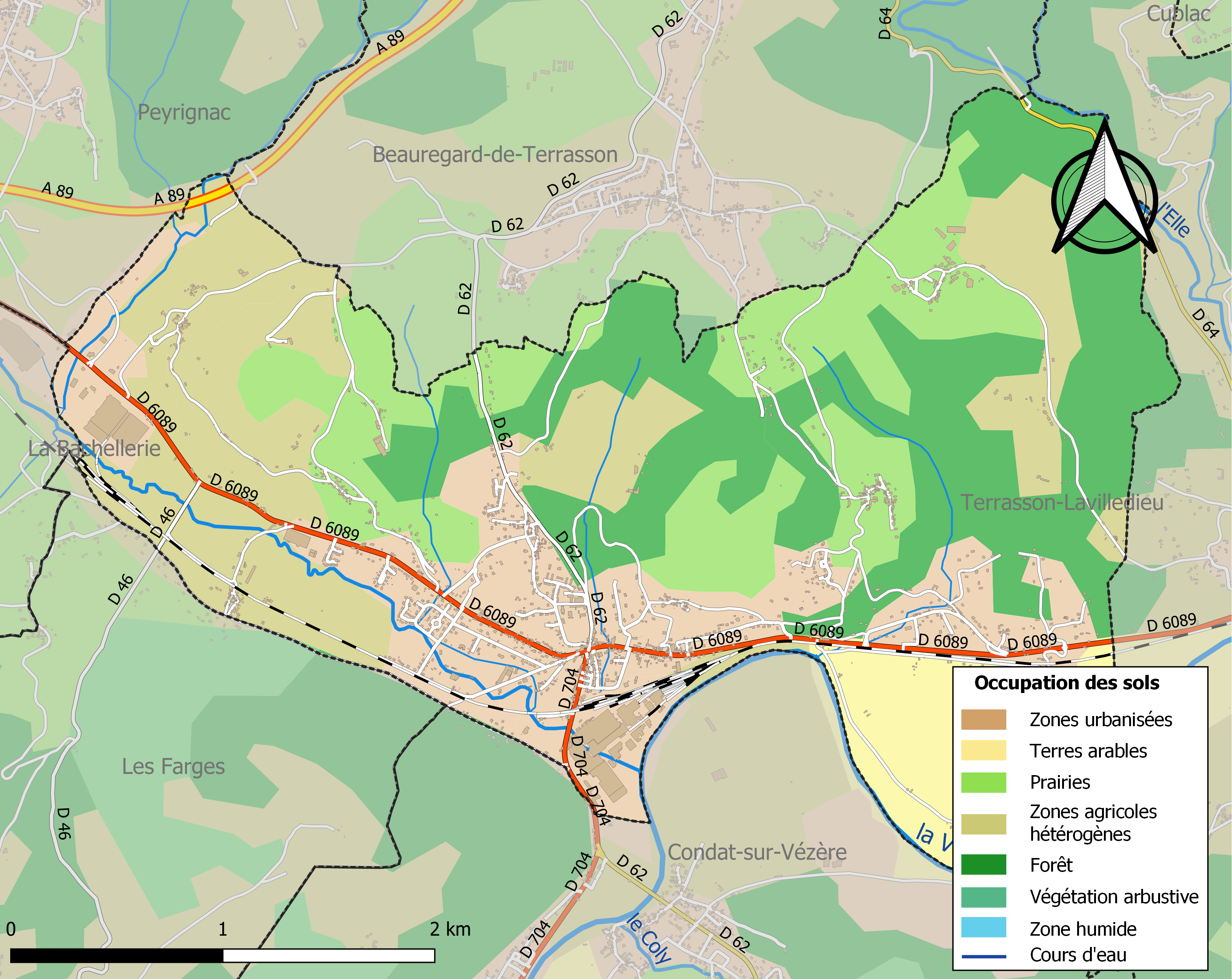
Carte des infrastructures et de l'occupation des sols de la commune en 2018 (CLC).

### Prévention des risques
Le territoire de la commune du Lardin-Saint-Lazare est vulnérable à différents aléas naturels : météorologiques (tempête, orage, neige, grand froid, canicule ou sécheresse), inondations, feux de forêts, mouvements de terrains et séisme (sismicité très faible). Il est également exposé à deux risques technologiques, le transport de matières dangereuses et la rupture d'un barrage, et à un risque particulier : le risque de radon. Un site publié par le BRGM permet d'évaluer simplement et rapidement les risques d'un bien localisé soit par son adresse soit par le numéro de sa parcelle.

#### Risques naturels
Certaines parties du territoire communal sont susceptibles d’être affectées par le risque d’inondation par débordement de cours d'eau, notamment la Vézère, l'Elle et le Cern. La commune a été reconnue en état de catastrophe naturelle au titre des dommages causés par les inondations et coulées de boue survenues en 1982, 1983, 1989, 1994, 1996, 1997, 1999, 2001, 2003, 2008 et 2011,. Le risque inondation est pris en compte dans l'aménagement du territoire de la commune par le biais du plan de prévention des risques inondation (PPRI) de la « vallée de la Vézère »  approuvé le 20 décembre 2000, pour les crues de la Vézère. La crue historique la plus forte sur le secteur du PPRI pour laquelle des informations sont disponibles est la crue d’octobre 1960. Le débit de pointe de cette crue a été défini à 1 360 m3/s à Montignac, soit une période de retour d’environ 250 ans,.
Le Lardin-Saint-Lazare est exposée au risque de feu de forêt. L’arrêté préfectoral du 14 mars 2013 fixe les conditions de pratique des incinérations et de brûlage dans un objectif de réduire le risque de départs d’incendie. À ce titre, des périodes sont déterminées : interdiction totale du 15 février au 15 mai et du 15 juin au 15 octobre, utilisation réglementée du 16 mai au 14 juin et du 16 octobre au 14 février. En septembre 2020, un plan inter-départemental de protection des forêts contre les incendies (PidPFCI) a été adopté pour la période 2019-2029,.

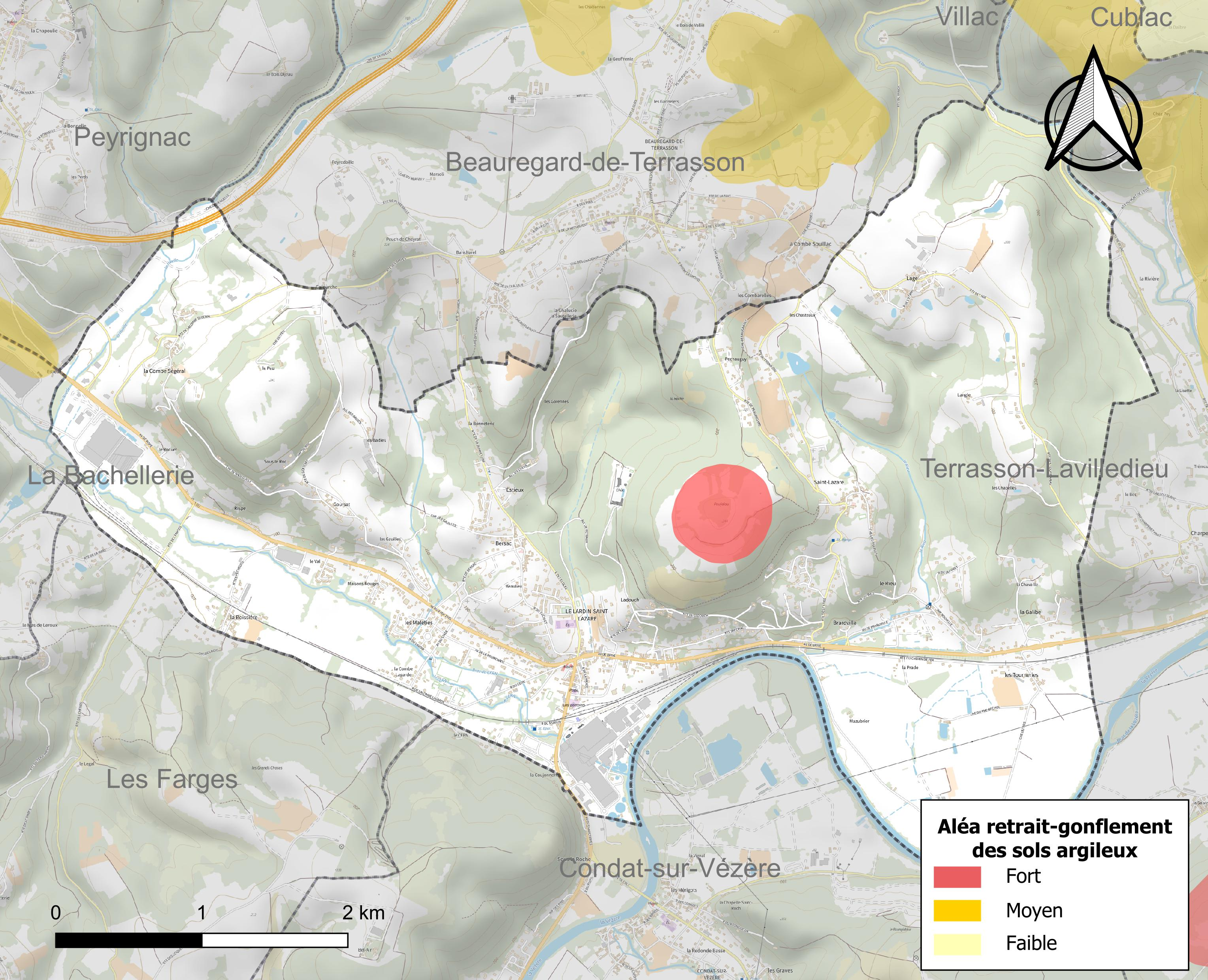
Carte des zones d'aléa retrait-gonflement des sols argileux du Lardin-Saint-Lazare.

Les mouvements de terrains susceptibles de se produire sur la commune sont des tassements différentiels. Le retrait-gonflement des sols argileux est susceptible d'engendrer des dommages importants aux bâtiments en cas d’alternance de périodes de sécheresse et de pluie. 1,7 % de la superficie communale est en aléa moyen ou fort (58,6 % au niveau départemental et 48,5 % au niveau national métropolitain). Depuis le 1er octobre 2020, en application de la loi ÉLAN, différentes contraintes s'imposent aux vendeurs, maîtres d'ouvrages ou constructeurs de biens situés dans une zone classée en aléa moyen ou fort,.

#### Risque technologique
La commune est en outre située en aval du barrage de Monceaux la Virolle, un ouvrage de classe A situé dans le département de la Corrèze et faisant l'objet d'un PPI depuis 2009. À ce titre elle est susceptible d’être touchée par l’onde de submersion consécutive à la rupture d'un de ces ouvrages.

#### Risque particulier
Dans plusieurs parties du territoire national, le radon, accumulé dans certains logements ou autres locaux, peut constituer une source significative d’exposition de la population aux rayonnements ionisants. Selon la classification de 2018, la commune du Lardin-Saint-Lazare est classée en zone 3, à savoir zone à potentiel radon significatif.

## Toponymie
En occitan, la commune porte le nom de Lo Lardin e Sent Lazar.

## Histoire
Après avoir été absorbée par Beauregard-de-Terrasson dans les premières années de la Révolution française, l'ancienne commune de Bersac est rétablie le 24 avril 1906, par décret du président de la République, Armand Fallières, sur proposition de Georges Clemenceau, ministre de l'Intérieur.
En 1922, elle prend l'appellation de Le Lardin, Bersac n'étant qu'un hameau excentré (mais comportant l'église) par rapport au centre où sont implantés le bureau de poste, la gare, l'école et la mairie. La commune fusionne ensuite avec celle de Saint-Lazare le 1er mai 1967 pour prendre le nom officiel de Le Lardin-Saint-Lazare. Les habitants continuent à parler « du Lardin » ou de « Le Lardin », cette agglomération étant, au niveau communal, de loin la plus importante.
En 1907, l'entreprise lyonnaise Gillet et Fils sollicite les municipalités aux confins du Périgord et du Limousin pour créer une usine d'extraction de tanin à partir des bois de châtaigniers. Seule Bersac, dotée d'une population ouvrière à Brardville, répond à cette proposition, qui voit la fondation d'une petite usine qui produit à partir de 1923 de la cellulose (Papeteries de Condat).
Les 30 et 31 mai 2021, la vie communale a été bouleversée pendant 36 heures : un homme armé, caché dans une zone boisée et escarpée, a fait l'objet de recherches par 309 gendarmes, appuyés par onze blindés et sept hélicoptères. L'homme a été blessé et arrêté par les gendarmes du GIGN.

## Politique et administration

### Administration municipale
La population de la commune étant comprise entre 1 500 et 2 499 habitants au recensement de 2017, dix-neuf conseillers municipaux ont été élus en 2020,.

### Liste des maires
| Période                                  | Période      | Identité             | Étiquette | Qualité                                                                                    |
| ---------------------------------------- | ------------ | -------------------- | --------- | ------------------------------------------------------------------------------------------ |
| Les données manquantes sont à compléter. |              |                      |           |                                                                                            |
| 1906                                     | 1919         | Jean Michel          |           | Maire de Bersac                                                                            |
| 1919                                     | 1923         | Calendreau           |           | Dernier maire de Bersac Premier maire du Lardin                                            |
| 1923                                     | 1936         | Émile Texier         |           |                                                                                            |
| 1936                                     | 1937         | Edmond Delmond       |           |                                                                                            |
| 1937                                     | 1939         | Henri Faure          |           |                                                                                            |
| 1941                                     | 1944         | Fernand Christoflour |           |                                                                                            |
| 1944                                     | 1953         | Albert Desvalois     |           |                                                                                            |
| 1953                                     | 1977         | Fernand Christoflour |           | Dernier maire du Lardin Premier maire du Lardin-Saint-Lazare                               |
| 1977                                     | 1980         | Roger Jacquet        | PS        |                                                                                            |
| 1980                                     | février 2010 | Jean-Paul Gardet     | SE        | Artisan retraité                                                                           |
| avril 2010                               | mars 2014    | Raymonde Buchet      | UMP       | Retraitée                                                                                  |
| mars 2014                                | mai 2020     | Laurent Delage       | SE        | Ouvrier retraité                                                                           |
| mai 2020                                 | En cours     | Francine Bourra      | LR        | Chef d'entreprise Conseillère départementale du canton du Haut-Périgord Noir (depuis 2015) |

## Équipements et services publics

### Justice
Dans le domaine judiciaire, Le Lardin-Saint-Lazare relève : 
- du tribunal judiciaire, du tribunal pour enfants, du conseil de prud'hommes et du tribunal de commerce de Périgueux ;
- du pôle Nationalité du tribunal judiciaire de Périgueux (compétent uniquement dans le domaine de la nationalité) ;
- de la cour d'appel, du tribunal administratif et de la cour administrative d'appel de Bordeaux.

## Population et société

### Démographie
Les communes du Lardin et de Saint-Lazare fusionnent le 1er mai 1967 sous le nom du Lardin-Saint-Lazare

#### Démographie de Bersac, puis du Lardin, puis du Lardin-Saint-Lazare
Après avoir été absorbée par Beauregard-de-Terrasson dans les premières années de la Révolution française, l'ancienne commune de Bersac est rétablie en 1906. En 1922, elle prend l'appellation de « Le Lardin ». La commune fusionne ensuite avec celle de Saint-Lazare en 1967 pour prendre le nom officiel de « Le Lardin-Saint-Lazare ».
L'évolution du nombre d'habitants est connue à travers les recensements de la population effectués dans la commune depuis 1906. Pour les communes de moins de 10 000 habitants, une enquête de recensement portant sur toute la population est réalisée tous les cinq ans, les populations de référence des années intermédiaires étant quant à elles estimées par interpolation ou extrapolation. Pour la commune, le premier recensement exhaustif entrant dans le cadre du nouveau dispositif a été réalisé en 2004.

En 2022, la commune comptait 1 666 habitants, en évolution de −7,08 % par rapport à 2016 (Dordogne : +0,37 %, France hors Mayotte : +2,11 %).
| 1906 | 1911 | 1921 | 1926 | 1931  | 1936  | 1946  | 1954  | 1962  |
| ---- | ---- | ---- | ---- | ----- | ----- | ----- | ----- | ----- |
| 683  | 723  | 800  | 966  | 1 016 | 1 016 | 1 041 | 1 118 | 1 160 |

| 1968  | 1975  | 1982  | 1990  | 1999  | 2004  | 2006  | 2009  | 2014  |
| ----- | ----- | ----- | ----- | ----- | ----- | ----- | ----- | ----- |
| 1 761 | 1 982 | 2 037 | 2 047 | 1 846 | 1 978 | 2 000 | 1 900 | 1 811 |

| 2019  | 2022  | - | - | - | - | - | - | - |
| ----- | ----- | - | - | - | - | - | - | - |
| 1 688 | 1 666 | - | - | - | - | - | - | - |

#### L'agglomération et l'aire urbaine
En 2010, l'unité urbaine du Lardin-Saint-Lazare (l'agglomération) regroupe trois communes : Beauregard-de-Terrasson, Condat-sur-Vézère et Le Lardin-Saint-Lazare, soit 3 338 habitants en 2017.
L'aire urbaine s'étend sur les trois mêmes communes.

### Sports
- Club de tir du Lardin
- Tennis
- Rugby : Union Sportive Vézèrienne (USV Rugby)
- Terrain de boules.
- Gymnase
- Club Le Lardin Basket Club

## Économie
Le Lardin-Saint-Lazare est dotée de nombreux commerces, d'un marché hebdomadaire, d'installations culturelles et sportives, de services publics : brigade de gendarmerie, centre de secours, bureau de poste, gare ferroviaire, de services médicaux et d'une crèche halte-garderie.

### Emploi
En 2015, parmi la population communale comprise entre 15 et 64 ans, les actifs représentent 796 personnes, soit 44,0 % de la population municipale. Le nombre de chômeurs (162) a augmenté par rapport à 2010 (125) et le taux de chômage de cette population active s'établit à 20,4 %.

### Établissements
Au 31 décembre 2015, la commune compte 146 établissements, dont 88 au niveau des commerces, transports ou services, dix-neuf dans la construction, dix-huit relatifs au secteur administratif, à l'enseignement, à la santé ou à l'action sociale, seize dans l'industrie, et cinq dans l'agriculture, la sylviculture ou la pêche.

### Entreprises
Le Lardin-Saint-Lazare est la commune la plus industrielle du département de la Dordogne avec, sur son territoire, les Papeteries de Condat qui emploient 658 personnes en 2013 et font suite à une lignée industrielle : mine – verrerie – briqueterie – extrait de tanin – papeterie. Contrairement à ce que leur nom évoque, les Papeteries de Condat sont principalement implantées sur la commune du Lardin-Saint-Lazare, seule la partie à l'extrême sud du site se trouve sur Condat-sur-Vézère.
La production des Papeteries de Condat est passée de 18 000 à 70 000 tonnes en 1963 ; elle est actuellement de 540 000 tonnes. C’est d’ailleurs grâce à cette production que la zone industrielle du « Grand chemin » a pu se développer avec l’implantation d’une plate-forme de dépôt et de logistique de 25 000 m2 et l’arrivée de deux importantes sociétés de transport.
Le Lardin-Saint-Lazare est également pourvue d'un Institut régional de soudure de très haute technologie.

## Culture locale et patrimoine

### Lieux et monuments
- Le château de Peyraux est principalement du XVIIe siècle mais sa première mention remonte à 1328. Il est inscrit au titre des monuments historiques depuis 1948. Les façades et toitures des communs ont été également inscrites en 1975[72],[73].
- L'église Saint-Laurent de Bersac, mentionnée dans un pouillé du XIIIe siècle, siège de la paroisse de Bersac relevant de l'archiprêtré de Saint-Méard au XVIe siècle[74],[75].
- Chapelle funéraire des Badefols de Peyraux, dédiée à sainte Élisabeth, bénie en 1625 par Loys de Badefols, seigneur de Peyraux, Badefol, La Cour et autres places, dans le cimetière, adossée au nord de l'église Saint-Laurent de Bersac[76].
- L'église Saint-Lazare de Saint-Lazare, mentionnée dans un pouillé du XIIIe siècle (Sanctus Lazarus), était à l'origine un prieuré de l'abbaye de Saint-Amand-de-Coly[77],[78].
- Château de la Salle, construit par la famille de Saint-Gilles au XVIe siècle à proximité de l'église Saint-Lazare. Par le mariage de Françoise de Saint-Gilles avec Jean de Bourdeille, dit le Jeune, co-seigneur de Montanceys, le 7 décembre 1576, le château devient la propriété de la famille de Bourdeille jusqu'à la fin du XVIIIe siècle. Il devient la propriété des Lapeyre de la Pagegie à la Révolution, puis aux Passemard et aux de Villepin. Le château est transformé après 1825 pour lui donner son aspect actuel[79].
- Verrerie du Lardin, verrerie Delas puis verreries de Brardville. La Compagnie des mines de plomb de Chabrignac et de la verrerie du Lardin est créée par ordonnance royale le 5 janvier 1825 à l'initiative de Cyprien-Prosper Brard, associé au comte de Royère. La verrerie est activée par Cyprien Brard en 1829. La compagnie des houilles est mise en liquidation en 1833.La verrerie ferme définitivement en 1930[80].
- Monument aux morts[81].
- Fontaine de Ladouch[82].
- Pigeonnier-porche construit au XIXe siècle au-dessus de l'entrée d'une ferme au lieu-dit de Goursat[83].

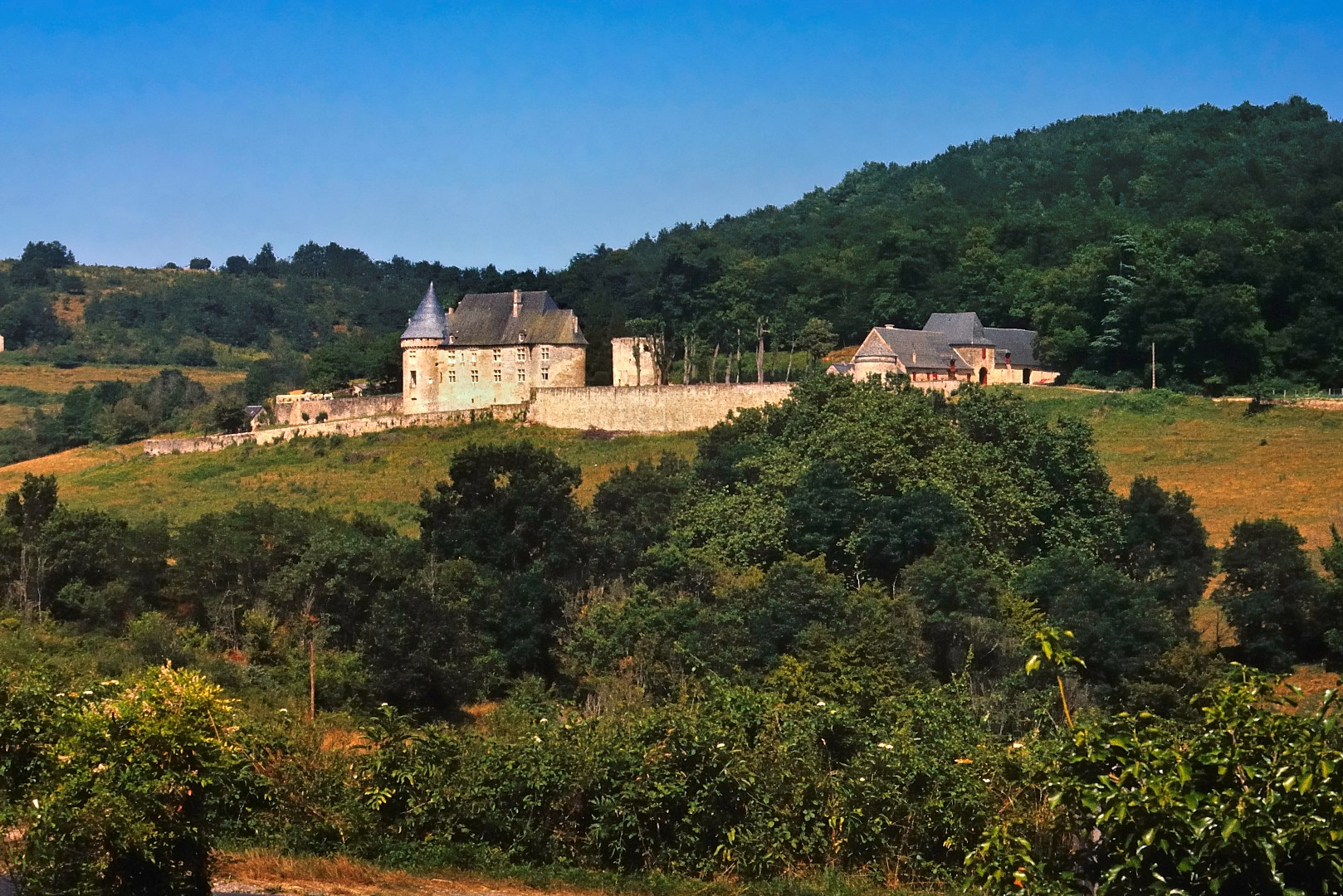
Le château de Peyraux en 1983.
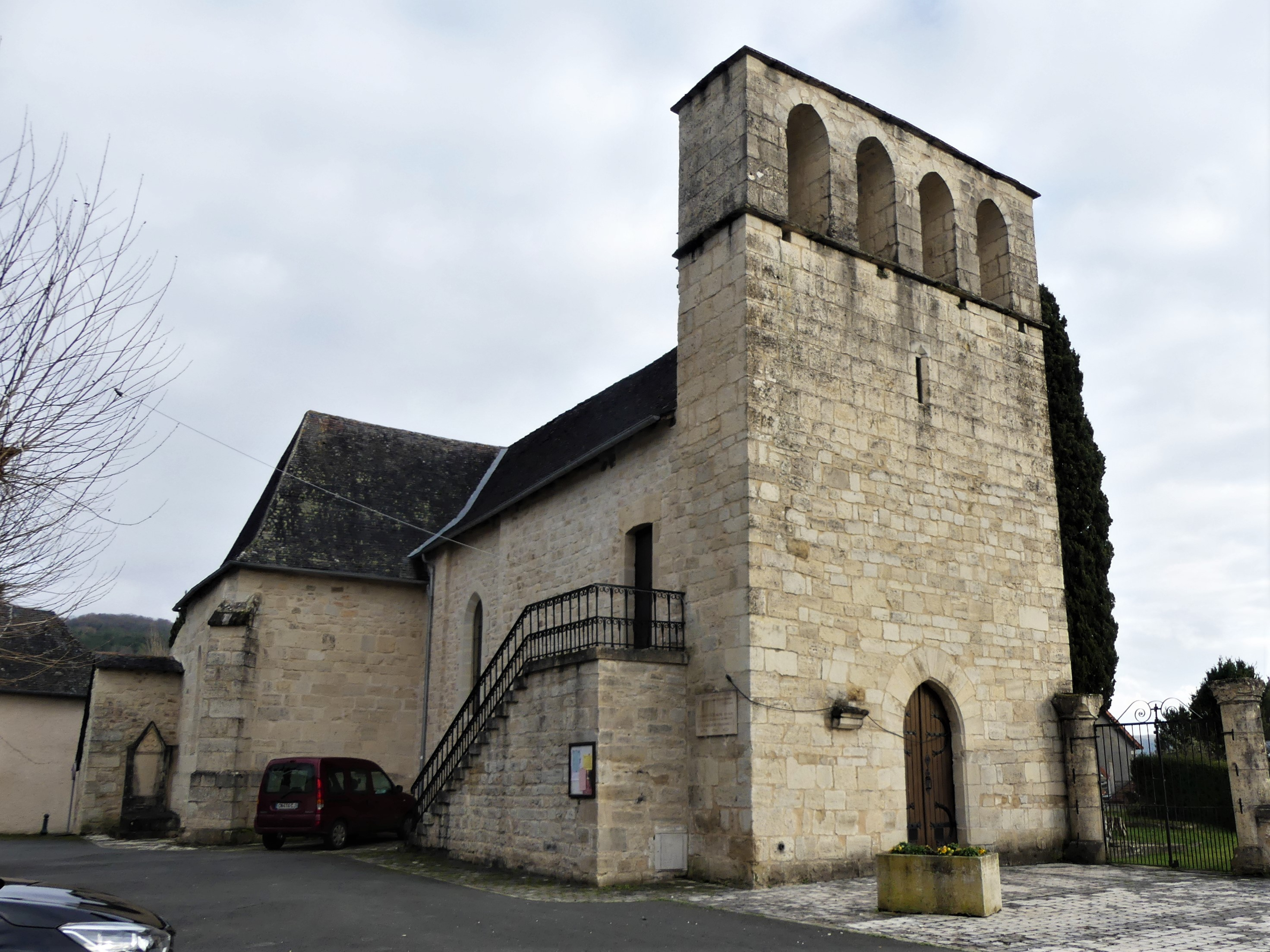
L'église Saint-Laurent de Bersac.
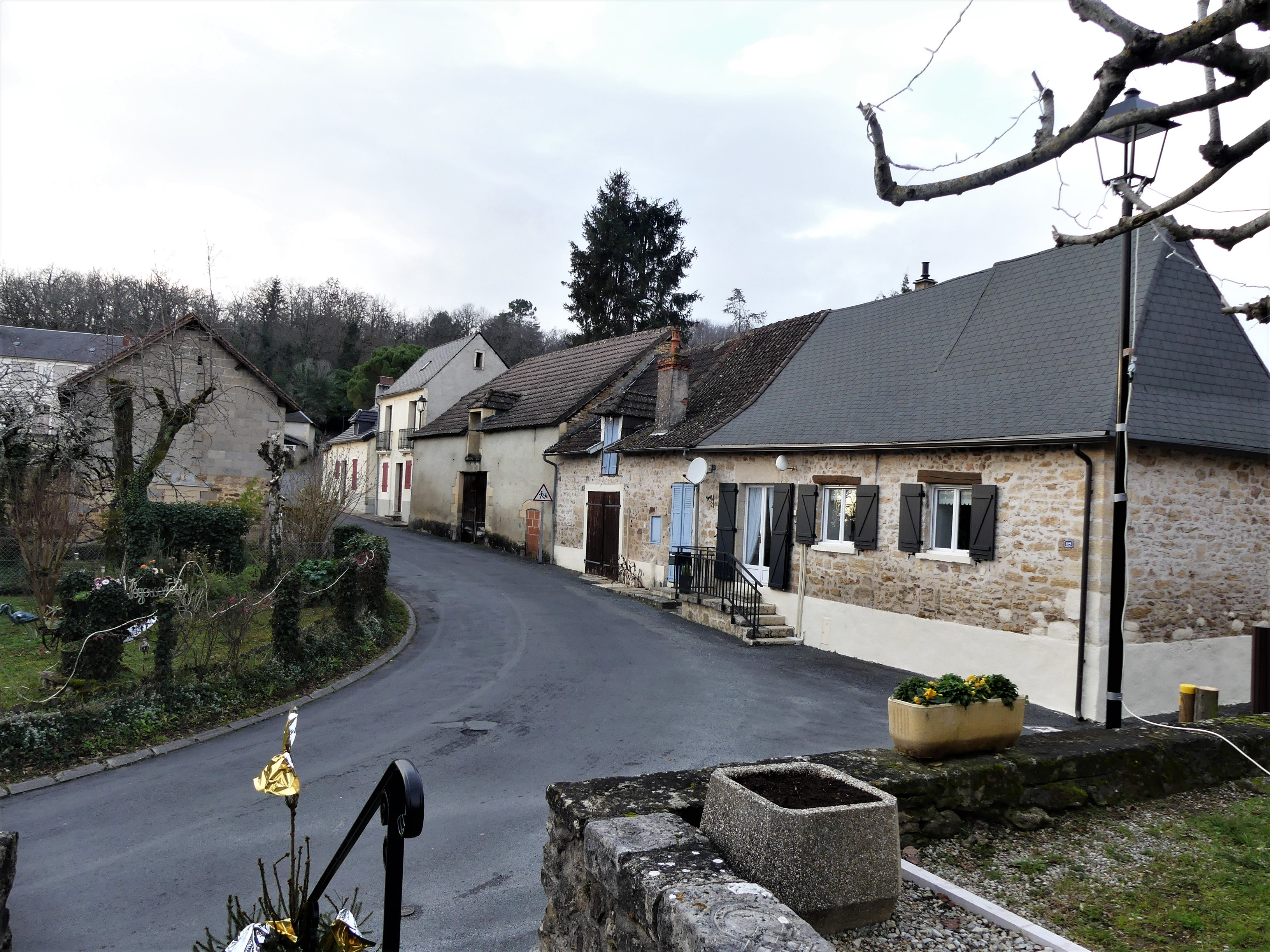
Le bourg de Saint-Lazare.
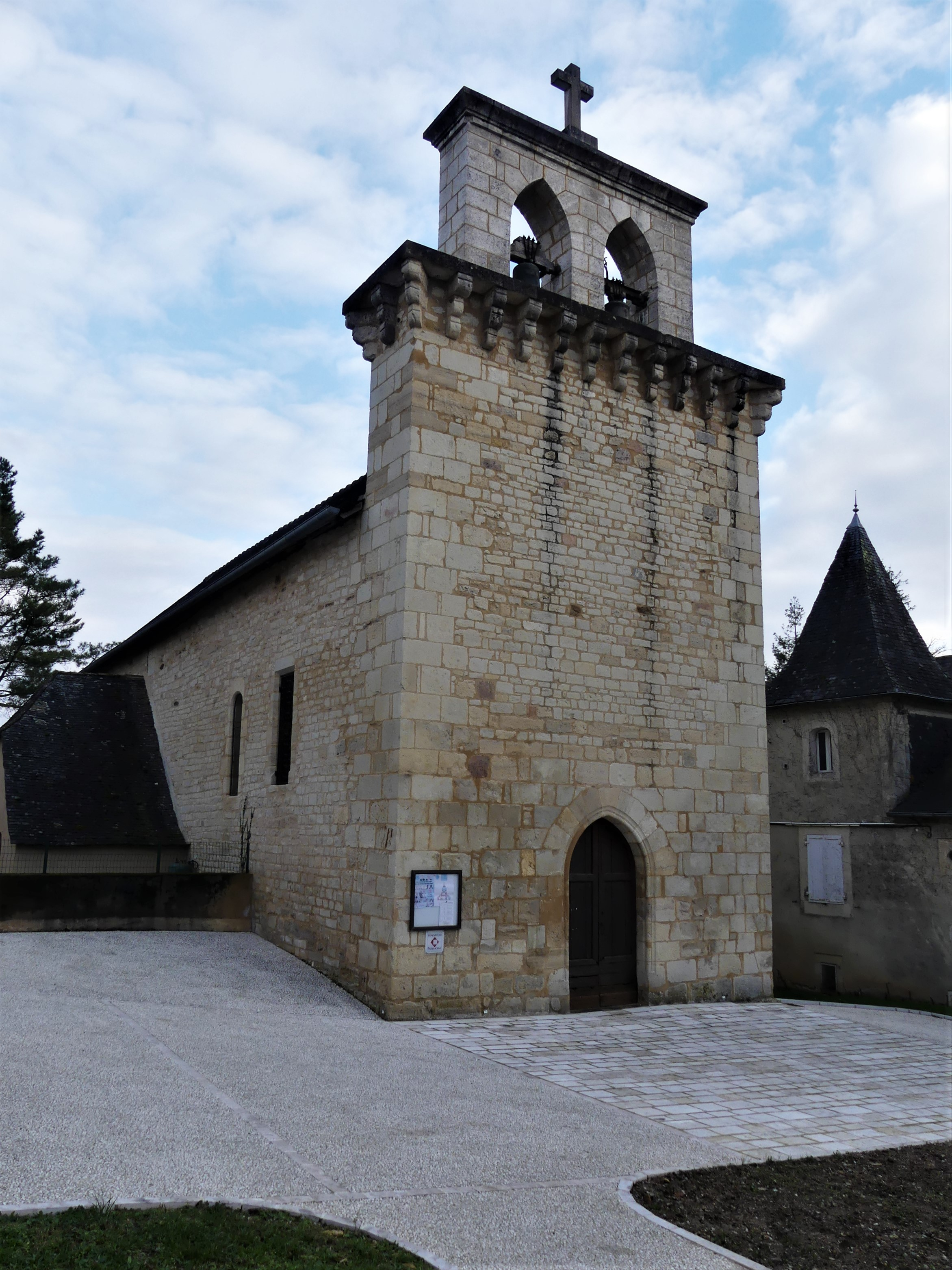
L'église Saint-Lazare.

### Personnalités liées à la commune
- Cyprien-Prosper Brard (1786-1838), minéralogiste, ingénieur civil des mines, directeur des mines de Saint-Lazare.
- Pierre Robert Lucas (1913-1978), artiste peintre.
- Roger Ranoux (1921-2015), résistant pendant la Seconde Guerre mondiale et homme politique, a vécu dans sa jeunesse dans le quartier de la Galibe et allait à l'école de Saint-Lazare[84].
- Michelle Puyrigaud (1926-2021), résistante et responsable communiste est inhumée au cimet!ère de Saint-Lazare.

### Héraldique
| Blason de Lardin-Saint-Lazare (Le) | Blason  | D'or à l'inscription de gueules « La Cité du Papier » posée en barre et accompagnée en chef d'une représentation stylisée de la ville de pourpre et en pointe d'un rouleau de papier d'argent, la tranche de sable. |
| Blason de Lardin-Saint-Lazare (Le) | Détails | Le statut officiel du blason reste à déterminer. |

## Pour approfondir